# シトラナキサンチン
シトラナキサンチン(Citranaxanthin)は、食品添加物として用いられるカロテノイド色素である。E番号はE161iで、着色料として用いられる。天然に生成するが、一般に合成されたものが利用される。動物飼料の鶏油や卵黄を黄色くするために添加される。